# Judéo-araméen

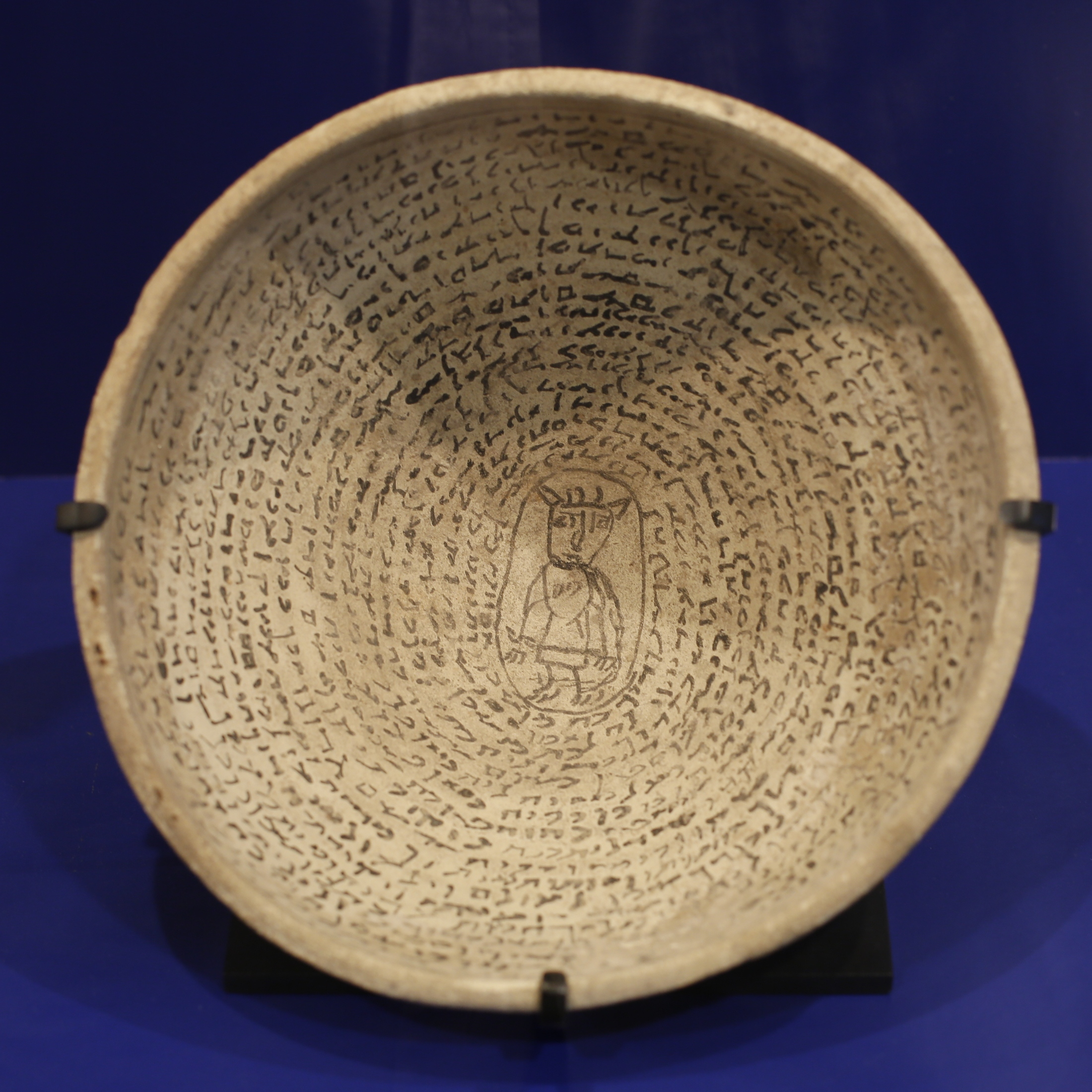
Coupe magique en judéo-araméen, Lilith, conservée au musée Champollion à Figeac (Lot)

Le judéo-araméen (hébreu : ארמית aramit, « araméen ») désigne en linguistique l’ensemble des langues et dialectes araméens parlés par les Juifs. Comme pour beaucoup de langues juives, ces idiomes sont influencés en mesure variable par l’hébreu.
L’araméen étant la lingua franca du Moyen-Orient à l’époque des empires babylonien et perse (au milieu du Ier millénaire av. J.-C. ?), il devient la langue principale des Judéens (ainsi que des Samaritains) de la terre d’Israël et de Babylonie, reléguant l'hébreu à la liturgie juive (dans laquelle l’araméen fait également intrusion).
Le recul de l’hébreu nécessite la rédaction de Targoumim, traductions araméennes des livres bibliques souvent enrichies d’interprétations rabbiniques, utilisées lors des lectures publiques de la Torah. Certains Targoumim sont rédigés en judéo-araméen galiléen[réf. nécessaire], la variante occidentale du Talmud de Jérusalem (également parlée à l’époque de Jésus), tandis que d’autres le sont en araméen judéo-babylonien, la langue du Talmud de Babylone dérivée de l’araméen oriental. L’araméen acquiert de ce fait une dimension particulière dans la pratique et la pensée juive, contribuant avec l’hébreu à la naissance du Lashon Hakodesh (en) utilisé dans la littérature rabbinique. La rédaction du Zohar en araméen ne fait qu’accroître cette importance.
Cependant, dans sa dimension quotidienne, l’araméen recule à son tour, au fur et à mesure de l’éloignement des communautés juives des centres araméophones d’une part, et du déclin de l’empire perse d’autre part. En Europe, il cède la place aux langues judéo-romanes et judéo-germaniques. En Orient, il est remplacé par les langues judéo-arabes et judéo-persanes. 
Seules quelques communautés juives originaires du Kurdistan continuent à pratiquer des variantes juives de langues néo-araméennes ; elles sont collectivement appelées Targoum et ceux qui les pratiquent les « Juifs targoumis ». Ces langues sont actuellement éteintes ou en voie de l’être, les nouvelles générations les ayant abandonnées au profit de la langue du pays de résidence.

## Histoire

### Les Araméens et l'araméen dans la Bible
L'araméen forme avec l'hébreu, et peut-être l'assyrien, le groupe des langues sémitiques du nord. En dépit de cette parenté, il demeure pour les Hébreux une langue étrangère.
La première mention araméenne dans la Bible se produit dans le récit de l'alliance de non-agression conclue entre Jacob et Laban ; chacun appelle dans sa langue le tas de pierre qu'ils ont érigé en témoignage de leur amitié : Jacob l'appelle Galeed, tandis que Laban l'appelle Yegar-Sahaduta. Ce récit semble donc davantage insister sur les différences que sur les similitudes entre les deux langues. Toutefois, d'autres récits insistent sur les liens entre Araméens et Hébreux :
- Les tables généalogiques de la Genèse mentionnent Aram parmi les fils de Shem[2] ; il est le frère d'Arpakshad, ancêtre des Hébreux[3].
- Selon un autre récit, Kemouel, l'un des fils de Nahor, le frère d'Abraham, est appelé le « père d'Aram[4]. »
- Selon une lecture de Deutéronome 26:5, Jacob lui-même serait appelé « un Araméen errant[5]. »

L'histoire primitive des Israélites semble donc liée aux Araméens de l'est.
Au cours de la période des rois, Israël entretenait des relations tantôt amicales, tantôt hostiles, avec les Araméens de l'ouest, dont le pays, qui sera ultérieurement appelé Syrie, jouxte les frontières de la terre d'Israël au nord et au nord-est. L'araméen semble être connu dans les classes élevées, mais demeure étranger pour les gens du peuple. Ainsi, lorsque le messager du roi assyrien délivre, en hébreu, un message insolent au nom de son maître en présence de gens du peuple qui se trouvent sur les remparts, les hauts dignitaires du roi Ezéchias le prient de parler dans le « langage syrien » qu'eux seuls comprennent.

Cependant, les contacts prolongés entre ces deux civilisations voisines semblent avoir laissé des traces dans le langage israélite, comme les tournures araméennes présentes dans les livres bibliques plus tardifs. Certains critiques textuels de la Bible du XIXe siècle et du début du XXe siècle ont d'ailleurs travaillé à déterminer précisément la part d'influence de l'araméen dans un texte, afin de pouvoir situer la période de rédaction et son rédacteur.

### L'araméen remplace l'hébreu
L'araméen devient la langue vernaculaire du peuple d'Israël, lors de la destruction de son indépendance et de la déportation ou de l'exode d'une importante partie de sa population. Selon le lieu et les idées politico-religieuses, il remplace totalement l'hébreu ou s'hybride avec lui.
Les raisons immédiates de cette transition linguistique ne sont pas évidentes d'un point de vue historique, et l'Exil à Babylone, souvent cité, n'est en rien un facteur décisif : au cours de celui-ci, et après lui, les prophètes semblent s'être adressés au peuple en hébreu ; la seule phrase en araméen du Livre de Jérémie (10:11) est adressée aux Gentils. Cependant, un changement est bien à l'œuvre parmi les masses. Sous le règne des Achéménides, l'araméen devient la langue officielle des provinces entre l'Euphrate et la Méditerranée ; il s'impose dans le quotidien et dans le foyer.

La durée de ce processus d'araméisation n'est pas connu. Vers l'an 300 AEC, l'araméen fait sa première apparition dans la littérature juive : les Chroniques, relatant l'érection du second Temple de Jérusalem, utilisent non seulement l'édit araméen originel, mais la narration elle-même est écrite en araméen. Le Livre de Daniel commence en hébreu, mais à l'occasion du discours des sages babyloniens au roi, il continue et se conclut en araméen. L'utilisation de ces deux langues indique leur usage par les cercles dans lesquels et pour lesquels ces livres avaient été rédigés : en effet, ces deux langues étaient communément parlées au temps du second Temple, l'hébreu dans les académies et par les élites, l'araméen dans la rue et par le peuple.
Le judéo-araméen, s'il finit par s'étendre aux classes supérieures, ne remplace jamais complètement l'hébreu. Toutefois, si celui-ci est conservé dans les écoles et parmi les lettrés désireux de conserver la langue nationale, il est néanmoins exposé à l'influence de l'araméen. Il se développe alors une nouvelle forme d'hébreu, appelée hébreu mishnaïque (ou, en hébreu, lashon Hazal, la « langue de nos Sages de mémoire bénie »), et préservée dans la littérature tannaïtique, laquelle incarne les traditions des IIIe et IIe siècles avant l'ère commune. 
Le judéo-araméen fait cependant une apparition dans cette littérature, sous la forme d'une sentence de Yosse ben Yoezer. Il s'insinue puis s'impose dans divers documents officiels, comme les contrats de mariage, les billets de divorce, les messages de Jérusalem à destination des autres provinces, etc. Une liste des jours où le jeûne est proscrit, la Meguilat Ta'anit, éditée avant la destruction du Second Temple, est rédigée en judéo-araméen. 
Au Ier siècle EC, Flavius Josèphe considère le judéo-araméen si complètement identique à l'hébreu, qu'il cite des mots araméens comme étant hébreux, et décrit le langage des propositions de Titus aux Jérusalémites comme de l'hébreu, alors qu'il s'agissait vraisemblablement d'araméen. C'est en judéo-araméen que Josèphe rédige la Guerre des Juifs, avant de la traduire en grec, afin de rendre le livre accessible aux Parthes, aux Babyloniens, aux Arabes, aux Juifs vivant au-delà de l'Euphrate, et aux habitants d'Adiabène. Que la diaspora juive de Babylone soit araméophone, est démontré par le fait que les formules de Hillel sont préférentiellement exprimées dans cette langue.
La prédominance de l'araméen n'assure cependant pas une homogénéité linguistique. L'araméen judéo-babylonien, que parle Hillel et dans lequel sera rédigé le Talmud de Babylone, est cependant plus proche du mandéen que du dialecte occidental parlé en terre d'Israël, dans lequel sont rédigés les Targoumim, les portions araméennes du Talmud de Jérusalem, et les midrashim.

Différents dialectes se distinguent au sein de l'araméen palestinien : outre le judéo-araméen hyérosolimitain et le judéo-araméen galiléen, on distingue l'araméen samaritain, développé par les Samaritains à la suite de leur séparation avec les Judéens.

Le dialecte d'Edessa devient, à la suite de la Peshiṭa (traduction de la Bible en cette langue), le langage littéraire des araméophones chrétiens. Il fut cependant anciennement pratiqué par des Juifs, qui collaborèrent à la rédaction de la Peshiṭa, et en adoptèrent intégralement la traduction du Livre des Proverbes, qui fut connu dans la littérature rabbinique sous le nom de Targoum Mishlei (Targoum sur les Proverbes).

#### Les Targoums, traductions araméennes de la Bible

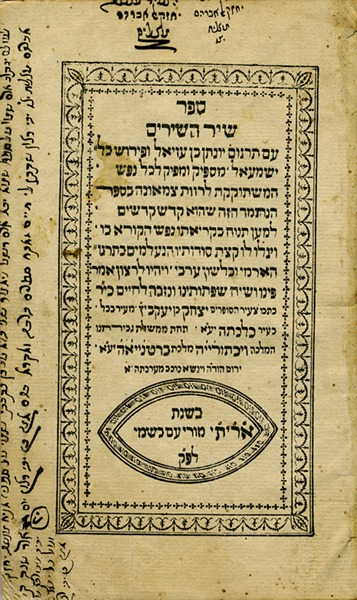
Shir HaShirim (Cantique des Cantiques) en hébreu suivi d'une traduction en araméen et d'un commentaire en judéo-arabe, probablement de la communauté baghdadi de Calcutta (Inde), 1841

Le plus ancien monument littéraire de l'araméisation de la terre d'Israël aurait dû être les Targoumim, versions araméennes des Écritures s'ils n'avaient pas été remaniés ultérieurement.
En tant qu'institution du judaïsme, le Targoum remonte aux premiers siècles de l'ère du Second Temple. Bien que rien ne corrobore la tradition selon laquelle Ezra en aurait été l'inaugurateur, le besoin de suppléer la lecture publique de la Torah dans les synagogues par une traduction araméenne s'est sans doute fait sentir dès son époque, ou peu après. La Halakha tannaïte considère le Targoum comme une institution étroitement corrélée à la lecture publique de la Bible, et établie de longue date. C'est d'ailleurs en se basant sur le fait de ce besoin qu'on déduit que tous les sermons et harangues fondés sur les Écritures se disaient en judéo-araméen, et qu'on formule l'hypothèse que Jésus et ses disciples les plus proches prêchaient et enseignaient en araméen.
Lorsque le second Temple fut détruit, et que les derniers restes d'indépendance nationale disparurent, le peuple juif entra dans une nouvelle phase de son histoire, et devint presque complètement araméophone. La communauté juive d'Alexandrie parlait certes en grec, et ceux de la péninsule arabique en arabe ; dans différents pays, des poches demeurent où l'on parle en hébreu; cependant, la grande masse de la population juive dans les deux grands centres du judaïsme, la terre d'Israël et la Babylonie, parlait en judéo-araméen. Or, ce sont ces dernières communautés qui ont joué le rôle le plus significatif dans l'histoire juive, ayant permis à la tradition de survivre et se développer ; les Juifs hellénophones furent de plus en plus soumis à l'influence du christianisme, et les Juifs qui parlaient d'autres langues disparurent de la scène de l'histoire.

### La langue des Talmuds
Au cours de ces siècles où la langue nationale de la terre d'Israël est remplacée par le judéo-araméen, la littérature de la Tradition est élaborée. Araméen et hébreu y coexistent avec une forte prédominance du premier ; il s'agit d'un type de littérature bilingue, exprimant les doubles idiomes des cercles dans lesquels elle est née. Dans les académies, qui sont devenues les véritables foyers de la vie juive après la destruction du Temple, l'hébreu mishnaïque devint la langue de l'instruction et des débats religieux. L'ensemble de la littérature tannaïtique a été transmise dans cet hébreu, ce qui la distingue fortement de la littérature rabbinique ultérieure.
Il semble que l'hébreu ait été connu dans certains cercles non-érudits, et que des tentatives aient été faites de le rétablir dans l'usage quotidien, en dehors de son rôle sacré. Dans la maison de Juda Hanassi, la servante parlait, contrairement à de nombreux Sages, l'hébreu. Le même Juda Hanassi se serait insurgé contre l'usage du « syriaque » (c'est-à-dire l'araméen) en terre d'Israël, prônant l'usage de l'hébreu ou le grec. Ceci semble toutefois n'être resté qu'un vœu pieux, de même que la sentence de l'Amora babylonien du IVe siècle Rav Yossef, selon lequel on ne devrait pas parler araméen à Babylone, mais hébreu ou persan.
Après la clôture de la Mishna, l'araméen se répand rapidement dans les milieux savants, ainsi que l'illustrent les comptes-rendus des débats, leçons et délibérations consignés dans les Talmuds, où l'hébreu n'affleure qu'à l'occasion de citations de la Bible, de la Mishna ou des baraïtot (sentences tannaïtiques non-incluses dans la Mishna) ; l'araméen est présent jusqu'à la terminologie exégétique et dialectique.
Les plus anciens recueils de Midrash aggada rendent également évident que la langue des sermons synagogaux et de l'exégèse scripturaire au temps des Amoraïm était, en majeure partie, le judéo-araméen. Afin d'expliquer la prépondérance de l'araméen dans un domaine traditionnellement réservé à l'hébreu, Rabbi Yohanan, le plus éminent scholarque palestinien de l'ère amoraïque, rappelle que l'araméen se retrouve dans les trois sections de la Bible, citant Genèse 31:47, Jérémie 10:11 et Daniel ch. 2 à l'appui. C'est probablement la même idée qui sous-tend l'enseignement de Rav, lorsqu'il dit qu'Adam, le premier homme, parlait araméen, et que cette langue n'est donc pas inférieure à l'hébreu d'un point de vue chronologique.
C'est cependant le même Rabbi Yohanan qui s'oppose à l'adoption exclusive de l'araméen pour la prière, en déclarant que « Celui qui récite ses prières en araméen, ne recevra aucune aide des anges en attendant ; car ils n'entendent rien à l'araméen. » Ceci n'a cependant pas empêché le Kaddish (prière récitée entre deux sections d'un office, à la conclusion de celui-ci, à la fin d'une session d'étude de la Torah ou lors d'un enterrement) d'être proclamé en araméen, alors qu'il était dit en hébreu auparavant, et l'ajout ultérieur de prières en araméen, dont le Yeqoum Pourqan, prière pour les dirigeants spirituels et temporels du judaïsme babylonien, qui clôt la lecture de la Tora lors de l'office de Chabbat.

### Le déclin de l'araméen
Le judéo-araméen demeura pendant plus de mille ans la langue vernaculaire des Juifs en Orient, jusqu'à la conquête arabe. Ceux-ci imposent une troisième langue sémitique, l'arabe, dont les Juifs développent rapidement leurs versions propres, collectivement appelées judéo-arabes. L'arabe devient le véhicule de pensée. Imposé dans la littérature rabbinique par Saadia Gaon, il est si répandu deux siècles plus tard que Maïmonide justifie la rédaction de son Mishneh Torah en écrivant (sans rien connaître de Rachi et des Tossafistes) que l'araméen n'est plus parlé.
L'extension de la suprématie arabe sur l'ensemble des contrées antérieurement dominées par l'araméen produit avec une remarquable rapidité et complétion une arabisation des populations tant juives que chrétiennes de l'Asie occidentale, qui avait jusque-là parlé le syriaque, c'est-à-dire l'araméen.
Au début du IXe siècle, on ne trouvait, dans les districts où les Juifs avaient parlé araméen, que des Juifs arabophones, à l'exception de la Mésopotamie septentrionale, où des poches d'araméophones subsistaient ; l'arabe comme langue quotidienne des Juifs dépassa même les frontières des territoires anciennement araméens, s'étendant jusqu'aux côtes de l'océan Atlantique.

### Survivance du judéo-araméen littéraire
Si les judéo-araméens occidentaux et orientaux disparaissent quasi complètement du quotidien, ils acquièrent un statut de langue « sainte, » faisant partie intégrante du patrimoine culturel et littéraire des Juifs, qui ne cède en importance qu'à l'hébreu.
C'est en particulier le cas des Targoumim araméens, qui sont pieusement conservés et continuent à être lus et étudiés. Bien que la langue dans laquelle ils traduisent la Bible est devenue aussi inintelligible à l'ensemble des Juifs que l'hébreu, ils ne seront détrônés ni par la Septante, ni par la traduction de la Bible en arabe par Saadia, ni par la traduction allemande de Mendelssohn, et figurent encore dans les éditions modernes du Houmash (version imprimée d'un Livre du Pentateuque). La coutume de lire les Targoumim de certains passages bibliques lus lors des fêtes se maintiendra jusqu'au XIXe siècle chez les Juifs européens. À ces passages du Targoum sont adjoints des poèmes, également rédigés en judéo-araméen, dont certains ont été conservés dans la liturgie juive.
Les grands-œuvres de la littérature rabbinique classique ont pour la plupart été rédigés en judéo-araméen, et sont étudiés dans la même langue. C'est le cas de la littérature aggadique, rédigée dans un dialecte occidental, bien que l'hébreu se soit progressivement imposé lors de la période gaonique, mais aussi et surtout du Talmud de Babylone, rédigé en araméen judéo-babylonien. Ce même langage demeure, sous une forme enrichie et plus indépendante, le principal idiome de la littérature halakhique, et des responsa gaoniques, jusqu'à l'époque de Saadia Gaon. L'araméen judéo-babylonien inspire aussi l'hébreu « rabbinique », lequel mêle le vocabulaire technique du Talmud à la structure de l'hébreu mishnaïque.
Le judéo-araméen connait un important regain d'intérêt lorsque le Sefer Hazohar (Livre de la Splendeur) fait son entrée dans la vie spirituelle juive, aux alentours du XIIIe siècle. Revendiquant une haute antiquité (il contiendrait les enseignements du Tanna Shimon bar Yohaï, un rabbin ayant vécu en Galilée aux débuts de l'ère commune), il s'impose comme le livre le plus important de la Kabbale, particulièrement en vogue après les persécutions et l'expulsion des Juifs d'Espagne. L'attrait qu'il exerce pourrait être en partie dû aux accents mystiques et « exotiques » du judéo-araméen, dans lequel le Livre est presque entièrement rédigé. 
L'araméen du Zohar, résultant très probablement d'une habile reproduction des anciens dialectes, devient lui-même un modèle en dehors des cercles kabbalistiques. Des passages extraits du Zohar sont récités avant la lecture de la Torah dans la majorité des synagogues de rite ashkénaze. Des poèmes sont aussi écrits en araméen. L'un de ces poèmes, composé par Israel Najara (en), et intitulé Yah Ribbon 'Olam est encore chanté dans les familles juives pratiquantes à la table du Sabbath, après avoir pris le repas.

### Survivance du judéo-araméen parlé

Distribution des langues judéo-araméennes d'Irak, d'Iran et de Turquie avant 1948

Après l'arabisation de l'Orient, l'araméen subsiste cependant dans ce qui a été la Mésopotamie du Nord.
Au début du XXe siècle, de nombreuses petites communautés juives araméophones se répartissent dans le Kurdistan, entre le lac d'Orumieh et la plaine de Ninive près de Mossoul, s'étendant jusqu'à Sanandaj. Le degré de communicabilité de ces dialectes judéo-araméens étaient variables : celui de Sanadaj était incompréhensible pour les chrétiens araméophones, alors qu'à Zakho, et en d'autres lieux, Juifs et chrétiens communiquaient aisément au moyen de leurs dialectes respectifs. Il en allait de même pour la compréhension entre diverses communautés juives.
La fondation de l'État d'Israël en 1948 marque un tournant majeur pour ces communautés araméophones. L'hébreu moderne est adopté avec un tel enthousiasme que ces dialectes deviennent le patrimoine d'une poignée d'individus vieillissants, et disparaissent souvent avec eux. Ainsi, le dernier pratiquant du dialecte Bijili décède en 1998. Le dialecte le plus proche, le barzani, n'est plus connu que comme un second langage, et est mort. On compterait aujourd'hui environ 26 000 Juifs néoaraméophones de nos jours.

## La littérature judéo-araméenne
Les contributions araméennes à la littérature juive appartiennent tant aux branches orientales qu'occidentales de cette langue. Outre les portions araméennes de la Bible, la littérature judéo-araméenne comprend :

### Lalittérature targoumique
- Le Targoum Onkelos sur la Torah et le Targoum Yonathan sur les Prophètes ont reçu leur statut officiel des académies talmudiques babyloniennes. Tous deux ont été composés en terre d'Israël et édités sous leur forme finale en Babylonie au IIIe siècle et au IVe siècle. S'il existe une controverse savante quant à savoir qui d'Onkelos ou Aquilas est le véritable auteur du Targoum sur la Bible, l'attribution du Targoum sur les Prophètes à Yonathan ben Ouzziel, un disciple de Hillel l'Ancien, n'est pas disputée.
- Le Targoum israélien sur la Bible recense l'ensemble des traditions de lecture et interprétations en terre d'Israël. La version qu'on en connaît le plus souvent est tardive, et combinée avec le Targoum Onkelos. La découverte de fragments dans les entrepôts de textes périmés, a permis d'en effectuer une reconstitution partielle. Elle est connue sous le nom de Targoum Yeroushalmi ou, ayant parfois été erronément attribuée à Yonathan ben Ouziel, Targoum pseudo-Yonathan.
- Les Targoumim sur les Écrits sont fortement hétérogènes. Un groupe particulier est formé par les Targoumim des Psaumes et de Job, pour lequel Livre un Targoum aurait déjà existé dès la première moitié du Ier siècle. Les Cinq Rouleaux possèdent chacun leur Targoum, le Livre d'Esther en possédant plusieurs. Le Targoum sur les Proverbes provient, ainsi qu'il a été précédemment mentionné, de la Peshiṭa. Le Targoum sur les Chroniques est le dernier à avoir été découvert.

### LesApocryphesen araméen
- Une version araméenne du Siracide existait au moins en partie au temps des Amoraïm. Une autre a été incluse dans l'Alphabet de Ben Sira
- Le Livre de la Maison des Hasmonéens, également appelé Megillat Antiochus (en), rapporte une version des luttes hasmonéennes, et était connu dès le début de la période gaonique
- Une version « chaldéenne » du Livre de Tobie aurait été utilisée par Jérôme de Stridon pour la rédaction de sa Vulgate. La version araméenne du Livre découverte par Neubauer et publiée en 1878, est une édition ultérieure d'un texte plus ancien
- Le Songe de Mordekhaï, un apocryphe araméen ajouté au Livre d'Esther, a été rédigée en terre d'Israël.

### LaMeguilat Ta'anit
La Meguila Ta'anit (le Rouleau du Jeûne), est un comput de jours mémorables, où le jeûne est prohibé. Il a été compilé avant la destruction du Second Temple, édité pendant le règne de Hadrien, puis augmenté d'annotation diverses en hébreu, datant de la période tannaïtique.

### LesTalmuds
Le Talmud de Jérusalem et le Talmud de Babylone, achevés respectivement au début et à la fin du Ve siècle, représentent la pièce-maîtresse de la littérature judéo-araméenne, et l'une des sources les plus fidèles des idiomes parlés par les Juifs en terre d'Israël et en Babylonie. Les parties narratives et non-légalistiques, comportant des histoires, légendes, anecdotes, ainsi que les conversations et proverbes, sont écrits dans un langage populaire. Pour autant, les Talmuds ne sont pas exclusivement rédigés en judéo-araméen : les portions légalistiques conservent une part importante d'hébreu mishnaïque, celui-ci ayant été autant employé que le judéo-araméen dans les académies. De plus, les citations de la Mishna et de nombreuses baraïtot (matériel tannaïtique non-inclus dans la Mishna) étaient faites dans ce même hébreu.

### Lalittérature midrashique
Outre les ouvrages rédigés quasi exclusivement en judéo-araméen, dont Genèse Rabba, Lévitique Rabba, Lamentations Rabbati, le Midrash Ḥazita sur le Cantique des Cantiques et la vieille Pessikta, d'autres midrashim plus jeunes, dont Ruth Rabbah (en), Esther Rabba, Ecclésiaste Rabba et le Midrash Tehillim contiennent de nombreux éléments judéo-araméens, entremêlés à l'hébreu. D'autres midrashim plus récents, en particulier le Tanḥouma, sont pour une partie retraduits de l'araméen. L'araméen des Midrashim, en particulier des plus anciens, est plus proche du judéo-araméen galiléen que de son homologue babylonien.

### LaMassora
La Massora (annotations critiques de la bonne lecture du texte biblique) ayant débuté dans l'ère des Amoraïm, les notes massorétiques les plus anciennes sont rédigées en judéo-araméen.

### La littérature gaonique
Les responsa des Gueonim sont écrits en plus grande partie dans une forme enrichie de judéo-araméen babylonien, la langue du Talmud de Babylone, sur lequel elle est basée. Elle présentait l'avantage d'être rédigée, du moins au début de la période gaonique, dans la langue du peuple, mais devient de moins en moins comprise à mesure que l'arabe supplante l'araméen. Deux ouvrages majeurs de la première partie de l'époque gaonique, les She'iltot et les Halakhot Guedolot, sont également écrits en judéo-araméen, et contiennent des termes n'appartenant pas au vocabulaire talmudique.

### Pièces liturgiques
Parmi les prières en judéo-araméen figurent :
- des prières typiques des lieux et temps où l'araméen était la langue commune, dont les Yeqoum Pourqan pour les dirigeants et pour les fidèles de l'assemblée,
- les poésies liturgiques qui encadrent la lecture synagogale des Targoumim lors des fêtes, et celle qui inaugure la lecture de la Haggada de Pâque.
- d'importantes prières, collectives et individuelles, qui ont connu un processus d'araméisation ; les plus connues de celles-ci sont le Kaddish et le Kol Nidre (le rite des Juifs d'Italie a cependant conservé la version hébraïque de cette prière, récitée la veille du Jour du Grand Pardon).

Le Tiklal (livre de prière des Juifs du Yémen) contient plus de prières en judéo-araméen que les autres livres de prière. Un Targoum de la 'Amidah (prière centrale des offices juifs) a même été retrouvé dans un manuscrit yéménite (Gaster, n° 61) du XVIIe siècle ou du XVIIIe siècle, et imprimé dans le Monatsschrift.

### Littérature rabbinique
De nombreux termes techniques du Talmud et de la littérature gaonique sont conservés dans les écrits ultérieurs, ainsi que des expressions, comme le terme lashon segi naor (littéralement, « langue de Plein de Lumière ») pour désigner le langage par antiphrase (le « plein de lumière » de l'exemple est en réalité aveugle). La littérature rabbinique postérieure au Zohar ajoutera de nombreux termes issus de l'araméen du Zohar lui-même.

## Études de l'araméen et de ses dialectes juifs
Malgré l'importance et l'abondance de cette littérature, la langue judéo-araméenne demeure longtemps négligée en tant que sujet d'étude linguistique. Si elle est utilisée par Saadia et Juda ibn Koreish, les fondateurs de la philologie hébraïque, pour expliquer les mots hébreux de la Bible et pour établir une philologie comparée des langues sémitiques, c'est sur l'hébreu que porte leur attention. De même, malgré le haut niveau auquel les Juifs d'Espagne portent la philologie hébraïque, et malgré les poèmes en araméens suscités par le Zohar, le judéo-araméen n'est étudié ni sur le plan grammatical, ni sur le plan lexicographique.
Des ouvrages lexicographiques paraissent en revanche dès le XIe siècle, alors que le judéo-araméen est une langue morte pour l'ensemble des Juifs (à l'exception des Juifs targoumis) : Nathan ben Yehiel de Rome établit un lexique talmudique, l'Aroukh, qui couvre aussi les Targoumim, et dans lequel le judéo-araméen occupe une place prééminente. Au XVIe siècle, Élie Lévita rédige le Tishbi, un dictionnaire contenant 712 mots utilisés dans le Talmud et le Midrash, et le Sefer Metourgueman, lexique de l'araméen des Targoumim.
Il faut cependant attendre le XIXe siècle pour que s'éveille, avec l'orientalisme, un intérêt pour la langue araméenne en elle-même. Des livres de grammaire araméenne sont rédigés par S.D. Luzzatto, Fürst, Blücher, et C. Levias, tandis que Marcus Jastrow publie un glossaire complet du Talmud, du Midrash et des Targoumim.
C'est sur la base de ces travaux que le rabbin Adin Steinsaltz rédige un siècle plus tard un guide et lexique de l'araméen, dans l'introduction à son édition du Talmud. Michael Sokoloff, professeur d'hébreu et langues sémitiques à l'université Bar Ilan, rédige quant à lui des dictionnaires de judéo-araméen en ayant soin de distinguer, à la différence de ses prédécesseurs, chaque dialecte et les différentes époques de formation de celui-ci. De plus, il ne se limite pas aux sources classiques, et inclut des contrats légaux, des inscriptions, etc..

## Dénominations de l'araméen et de ses dialectes juifs

### Araméen ancien
Le mot hébreu Aramit, employé dans la Bible pour désigner l'araméen, est également utilisé plus tardivement, particulièrement en Babylonie. Il devient également, par le truchement des traductions de la Bible, le terme consacré pour désigner cette langue, tant en français qu'en anglais. 
Les Grecs appelaient cependant les Araméens « Syriens », et c'est par le terme de sursi que l'araméen était désigné en terre d'Israël, et ce dès avant la période tannaïtique. Le deuxième Livre des Macchabées parle de « la langue syriaque » (ἡ Συριακὴ φωνή, hê Suriakề phônế), et la Septante traduit « araméen » par συριστί (suristí). C'est par le même terme de « Syriaque » que les araméophones chrétiens désignent leur langue, et par un terme apparenté, « Suryani », que les Juifs arabophones la désignaient.
Outre ces deux appellations majeures, d'autres noms étaient employés dans les cercles juifs : Benjamin de Tudèle décrit les habitants syriens de la ville située sous le monastère du Mont Sinaï comme parlant la « langue du Targoum » (leshon Targoum) ; l'araméen biblique (dans les Livres de Daniel et d'Ezra) figure dans les notes massorétiques et les écrits de Saadia Gaon (et dans ceux de Jérôme de Stridon) sous le nom de « chaldéen » (d'après Daniel 1:4). Ce terme de « chaldéen », bien qu'inapproprié pour désigner l'araméen, a persisté jusqu'à nos jours. Saadia (dans sa traduction d'Isaïe 36:11, et dans l'introduction à son Sefer HaGalouï) emploie, ainsi que Bar-Hebræus, « nabatéen », sous l'influence de l'arabe.

### Araméen moderne
Les dialectes judéo-araméens modernes sont connus sous les termes génériques de Leshon galout (« l'idiome de l'Exil ») ou de Targoum. 
À titre individuel, ils sont appelés « notre langue » ou « [langue des] Juifs » ; d'autres font référence à la région ou la localité d'origine (comme Barzani) ou à un trait grammatical distinctif (comme Galigalou, signifiant « mien-tien »).
Parmi ces langues et dialectes :
- le Barzani — originellement parlé aux alentours de Bijil et Barzan, dans le Kurdistan irakien ;
- le Hulaulá (en) — originellement parlé dans la province iranienne du Kurdistan ;
- le Lishana Deni (en) — originellement parlé aux alentours de Zakho, dans le Kurdistan irakien ;
- le Lishan Didan — originellement parlé dans l'Azerbaïdjan iranien ;
- le Lishanid Noshan (en) — originellement parlé aux alentours d'Arbil, dans le Kurdistan irakien.